# Đại lễ đường Nhân dân
Đại lễ đường Nhân dân (giản thể: 人民大会堂; phồn thể: 人民大會堂; bính âm: Rénmín Dàhuìtáng; âm Hán Việt: Nhân dân Đại hội đường) là một tòa nhà của chính phủ nằm ở bên mé tây của Quảng trường Thiên An Môn, Bắc Kinh, Trung Quốc. Nó được sử dụng cho các hoạt động lập pháp và nghi lễ của chính phủ Cộng hòa Nhân dân Trung Hoa và Đảng Cộng sản Trung Quốc cầm quyền. Đại lễ đường Nhân dân có chức năng là nơi tổ chức các phiên họp đầy đủ của Đại hội đại biểu nhân dân toàn quốc (NPC), cơ quan lập pháp của Trung Quốc, diễn ra hàng năm vào tháng 3 cùng với kỳ họp quốc gia của Hội nghị Hiệp thương Chính trị Nhân dân Trung Quốc (CPPCC), một cơ quan tư vấn chính trị. Đây cũng là nơi họp của Đại hội đại biểu Toàn quốc Đảng Cộng sản Trung Quốc, kể từ năm 1982, diễn ra 5 năm một lần và Ủy ban Trung ương khoảng một năm một lần.
Hội trường cũng được sử dụng cho nhiều sự kiện đặc biệt, bao gồm các cuộc họp cấp quốc gia của các tổ chức chính trị và xã hội khác nhau, các lễ kỷ niệm lớn, cũng như các lễ tưởng niệm các cựu lãnh đạo. Đại lễ đường Nhân dân cũng là một điểm tham quan nổi tiếng trong thành phố được du khách đến thăm thủ đô thường xuyên lui tới.

## Lịch sử

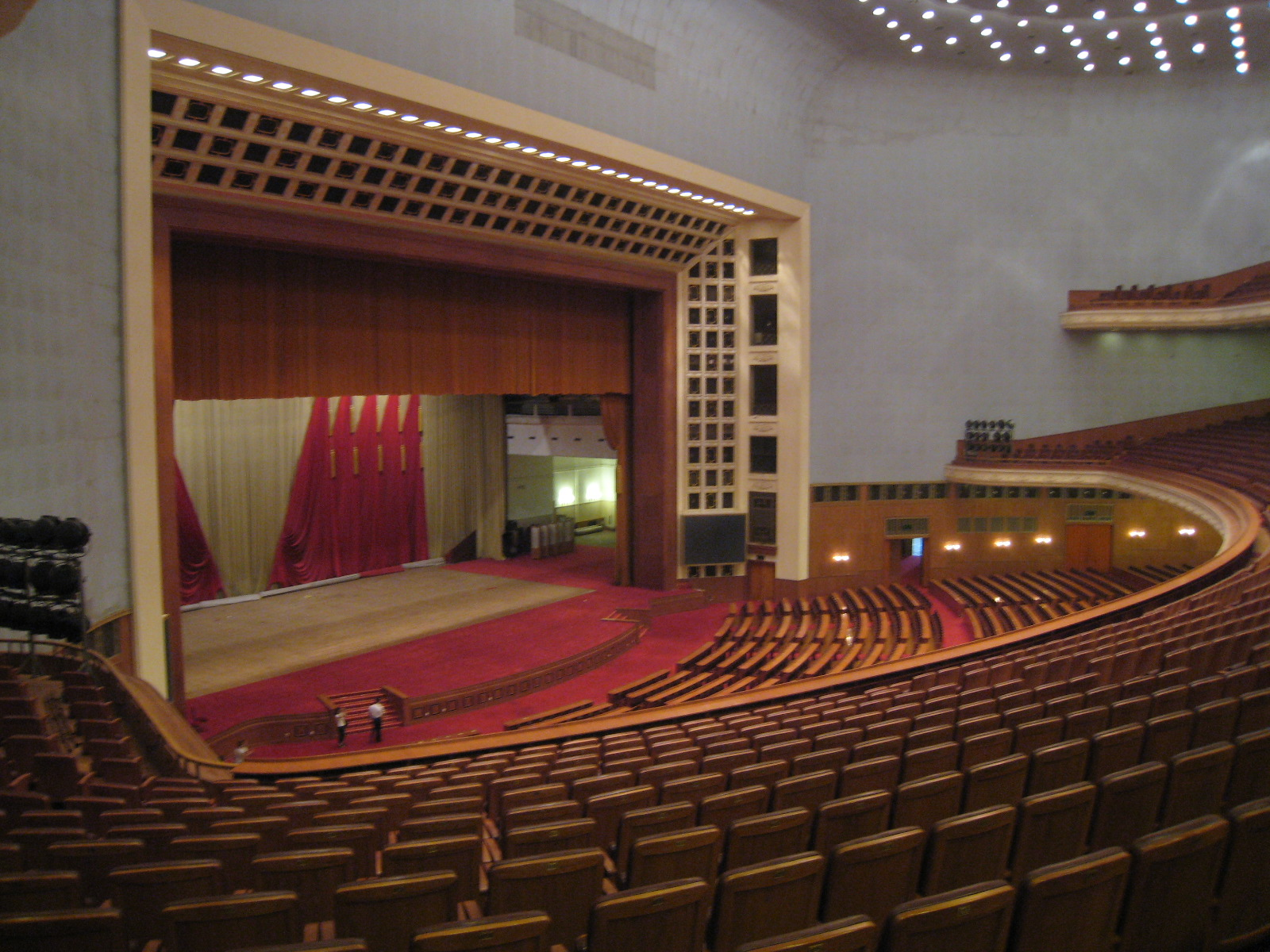
Bên trong Hội Trường Vạn Nhân

Đại lễ đường Nhân dân được xây dựng hoàn thành tháng 9 năm 1959. Nó là một trong "Thập đại Kiến trúc" hoàn thành để kỷ niệm 10 năm thành lập Cộng hòa Nhân dân Trung Hoa. Sau khi đề xuất thiết kế được đệ trình, một nhóm kiến trúc sư từ khắp cả nước đã chọn thiết kế của Zhao Dongri và Shen Qi. Zhang Bo được bổ nhiệm làm kiến trúc sư trưởng. Quá trình xây dựng mất 10 tháng, 7.785 công nhân được tạo dáng giống quân đội giống như chiến lược mô phỏng cuộc Đại Nhảy Vọt.. Một trong những người tình nguyện là Lý Thụy Hoàn (李瑞環), người sau này trở thành chủ tịch Hội nghị Hiệp thương Chính trị Nhân dân.

## Kiến trúc

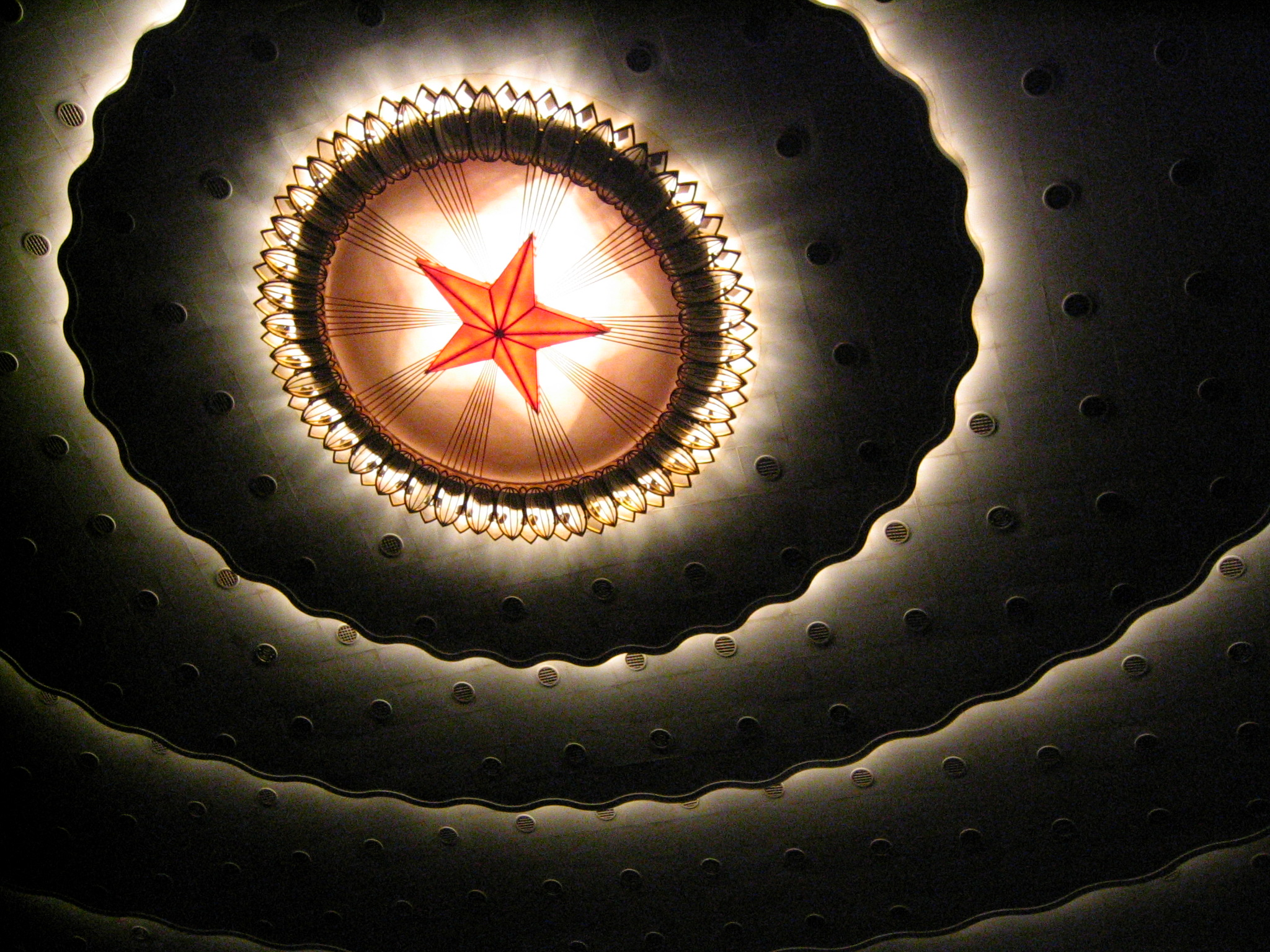
Trần nhà của Hội trường Vạn nhân

Đại lễ đường được Zhang Bo thiết kế. Được thiết kế để tượng trưng cho sự đoàn kết dân tộc và bình đẳng dân tộc của quốc gia, Đại lễ đường thể hiện nét đặc trưng của thời đại mới của Trung Quốc trong các đặc điểm, tỷ lệ và các chi tiết. Tòa nhà có diện tích 171.800 m² (1.849.239 sq ft) sàn, dài 356 m và rộng 206,5 m. Đỉnh trung tâm cao 46,5 m. Mái chìa ở cổng chính có treo Quốc huy Cộng hòa Nhân dân Trung Hoa. 
Bên trong tòa nhà được chia ra làm ba sảnh chính.
1. Phần trung tâm chủ yếu bao gồm Hội trường Vạn Nhân, Thính phòng chính, Hội trường (Ủy ban Thường vụ SCPCC họp hội nghị), Sảnh Trung tâm, Phòng Vàng và các sảnh chính khác.
2. Phần phía bắc bao gồm Hội trường Tỉnh, Sảnh khách Quốc gia, Sảnh Bắc, Sảnh Đông, Sảnh Tây và các sảnh lớn khác..
3. Phần phía nam là tòa nhà văn phòng của Ủy ban Thường vụ Quốc hội Trung Quốc.

Mỗi tỉnh, khu hành chính đặc biệt, khu tự trị của Trung Quốc đều có hội trường riêng trong Đại lễ đường, như Hội trường Bắc Kinh, Hội trường Hồng Kông và Hội trường Hải Nam. Mỗi hội trường có những đặc điểm riêng của tỉnh, thành và được trang bị nội thất theo phong cách địa phương.
Sau khi hoàn thành, Đại lễ đường trở thành khán phòng lớn nhất Trung Quốc, trước đây là Thính phòng Tôn Trung Sơn. Hội trường Vạn Nhân, với thể tích 90.000 mét khối, 3.693 chỗ ngồi ở tầng một, 3.515 ở tầng hai, 2.518 trong ở tầng ba, các tầng thiết kế hình cánh quạt hướng về sân khấu chính có sức chứa 300 - 500 chỗ ngồi. Lãnh đạo Chính phủ phát biểu; và các đại biểu làm nhiều công việc của họ.  Nó có thể đồng thời chứa 10.000 đại biểu.  Trần nhà có 500 bóng đèn xen kẽ với lỗ thông gió, với một ngôi sao đỏ lớn ở giữa trần nhà, có một mô hình sóng nước gần đó tượng trưng cho người dân. Các hạ tầng của nó được trang bị hệ thống nghe nhìn và các hệ thống khác có thể thích ứng với nhiều loại và quy mô cuộc họp. Một hệ thống phiên dịch đồng thời cũng được cung cấp với một phòng ngôn ngữ.
Phòng Quốc yến với diện tích 7.000 mét vuông có thể chiêu đãi 7,000 quan khách, và có thể lên đến 5.000 người dùng bữa cùng một lúc (như đã được thực hiện nhân dịp Richard Nixon thăm Trung Quốc năm 1972). Các cuộc họp nhỏ hơn có thể được tổ chức trong Thính phòng chính, với các nhóm lớn hơn có quyền sử dụng một hoặc nhiều phòng hội nghị, chẳng hạn như Phòng Vàng và Sảnh Bắc, và các hội nghị nhỏ nhất được tổ chức tại một hoặc nhiều trong số hơn 30 hội trường được đặt tên theo các tỉnh và khu vực ở Trung Quốc.

## Sử dụng

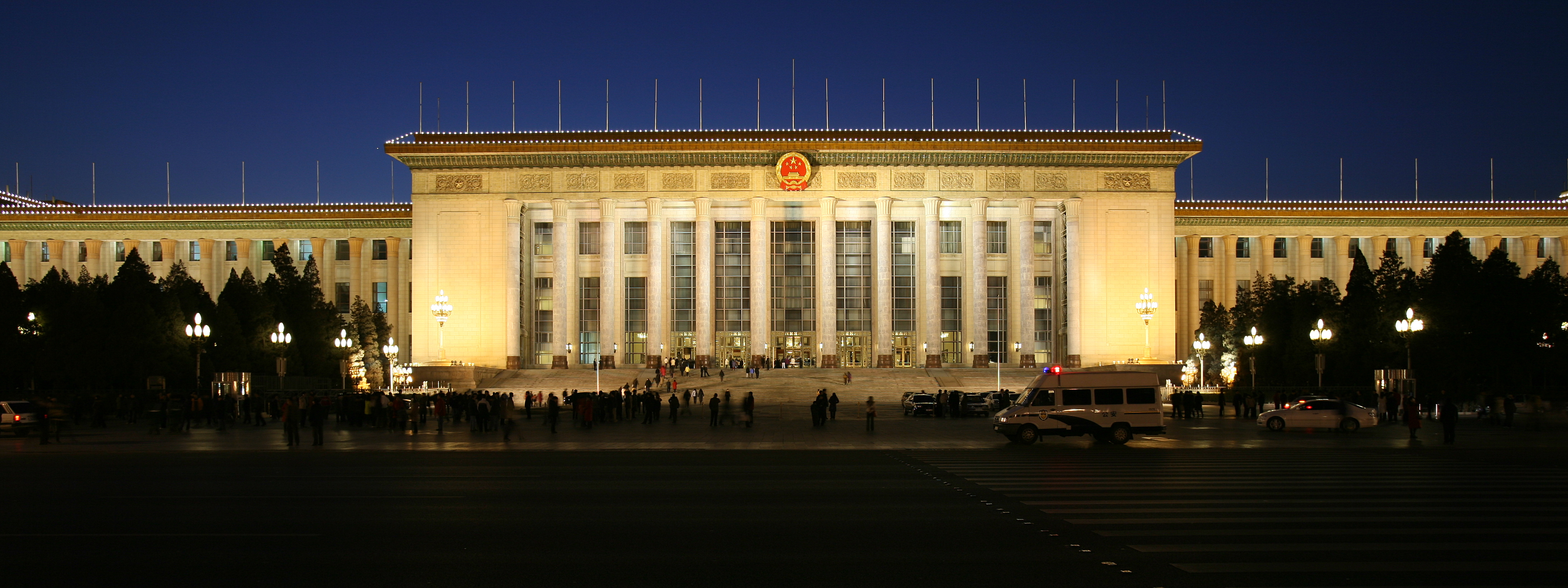
Mặt tiền của Đại lễ đường Nhân dân vào ban đêm.

Đại lễ đường nhân dân là trung tâm chính trị của Bắc Kinh và là nơi tổ chức Đại hội Đại biểu Nhân dân Toàn quốc. Hàng năm, vào tháng 3, Đại lễ đường Nhân dân tổ chức sự kiện liang hui (nghĩa đen là "hai cuộc họp"), nơi cả Hội nghị Hiệp thương Chính trị Nhân dân Trung Quốc (CPPCC) và Đại hội Đại biểu Nhân dân Toàn quốc (NPC) họp thành các phiên họp kéo dài từ hai đến ba tuần tại Hội trường Vạn Nhân. Đảng Cộng sản Trung Quốc (CPC) cũng tổ chức Đại hội toàn quốc 5 năm một lần tại Đại lễ đường Nhân dân.

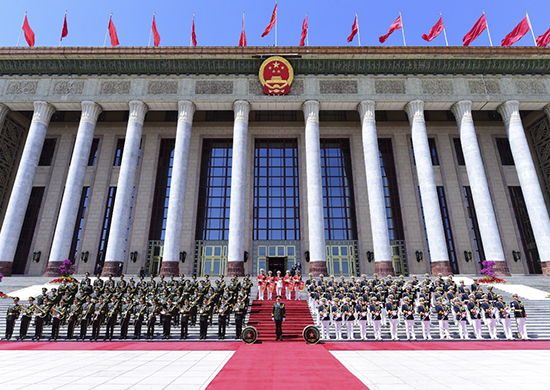
Ban Quân Nhạc Trung ương Quân Giải phóng Nhân dân Trung Quốc tại Đại lễ đường Nhân dân. Ban nhạc đóng một vai trò quan trọng trong nghi thức nghi lễ diễn ra trong hội trường.

Đại lễ đường đã được sử dụng cho các cuộc gặp gỡ với các quan chức nước ngoài trong các chuyến thăm cấp nhà nước hoặc làm việc, cũng như các lễ kỷ niệm lớn có sự tham dự của các nhà lãnh đạo hàng đầu.
Đại lễ đường đã được sử dụng cho lễ tang cấp nhà nước và lễ tưởng niệm một số nhà lãnh đạo hàng đầu. Cựu Chủ tịch Lưu Thiếu Kỳ đã bị thanh trừng trong Cách mạng Văn hóa và chết trong các cuộc đấu tranh sau đó. Ông đã được phục hồi danh dự sau năm 1978. Năm 1982 ông được tổ chức tang lễ cấp nhà nước tại Đại lễ đường. Đại lễ đường cũng tổ chức tang lễ của Tổng bí thư Hồ Diệu Bang năm 1989 trong cuộc biểu tình ở Quảng trường Thiên An Môn, cũng như lễ tưởng niệm nhà lãnh đạo tối cao Đặng Tiểu Bình năm 1997.
Lễ an táng Mao Trạch Đông không được tổ chức tại Đại lễ đường; nó được tổ chức ở Quảng trường Thiên An Môn.
Tòa nhà và "Hội trường Vạn Nhân" chính của nó mở cửa cho công chúng tham quan như một điểm thu hút khách du lịch khi nó không được sử dụng. Một số hội nghị phi chính trị và các buổi hòa nhạc cũng đã được tổ chức tại Đại lễ đường.
Tháng 10 năm 2003, Riverdance, hiện tượng giải trí âm nhạc và khiêu vũ của Ireland, là chương trình đầu tiên đến từ phương Tây biểu diễn tại Đại lễ đường Nhân dân, Bắc Kinh, với 11 suất diễn đã bán hết vé. Các buổi biểu diễn Riverdance đã ghi lại một phản ứng tự phát với sự hoan nghênh nhiệt liệt ở mỗi buổi biểu diễn, điều này không giống với khán giả Trung Quốc. Riverdance đã được cựu Thủ tướng Cộng hòa Nhân dân Trung Hoa, Chu Dung Cơ chính thức mời biểu diễn tại Đại lễ đường Nhân dân trong chuyến thăm cấp nhà nước của ông tới Ireland vào tháng 9 năm 2001.
Vào tháng 1 năm 2009, ban nhạc đồng quê Mỹ  Lucy Angel trở thành nhóm nhạc Mỹ đầu tiên được mời biểu diễn tại Đại lễ đường Nhân dân, biểu diễn trước khán giả là các chức sắc và quan chức chính phủ.